# Stereophyllum leucothallum
Stereophyllum leucothallum är en bladmossart som beskrevs av C. Müller 1898. Stereophyllum leucothallum ingår i släktet Stereophyllum och familjen Stereophyllaceae. Inga underarter finns listade i Catalogue of Life.